# Hrabstwo Middlesex (Connecticut)

Piramida wieku hrabstwa

Hrabstwo Middlesex (ang. Middlesex County) to hrabstwo w stanie Connecticut w Stanach Zjednoczonych. Hrabstwo zajmuje powierzchnię 1 137,19 km². Według szacunków US Census Bureau w roku 2006 miało 163 774 mieszkańców.

## Miejscowości
| - Chester - Clinton - Cromwell - Durham | - Deep River - East Haddam - East Hampton - Essex | - Haddam - Killingworth - Middletown | - Middlefield - Portland - Westbrook |

## CDP
- Essex Village
- Higganum
- Lake Pocotopaug
- Saybrook Manor